# 4388 Jürgenstock
4388 Jürgenstock là một tiểu hành tinh vành đai chính với chu kỳ quỹ đạo là 1307.6725361 ngày (3.58 năm).
Nó được phát hiện ngày 3 tháng 11 năm 1964.